# Philarctus quaeris
Philarctus quaeris är en nattsländeart som först beskrevs av Milne 1935.  Philarctus quaeris ingår i släktet Philarctus och familjen husmasknattsländor. Inga underarter finns listade i Catalogue of Life.